# ジャファン・アンダーソン
ジャファン・アンダーソン（Djavan Anderson, 1995年4月21日 - ）は、オランダ・アムステルダム出身のサッカー選手。オックスフォード・ユナイテッドFC所属。ポジションはミッドフィールダー。

## 経歴
2012年4月23日、アヤックス・アムステルダムと契約を交わした。
アヤックスでは出場機会が得られず、2014年6月19日にAZアルクマールの監督であるマルコ・ファン・バステンが若手に関心を持っていたこともあり、同クラブに3年契約で移籍した。
2015年8月19日、エールディヴィジのSCカンブールに2年契約で移籍した。
2017年9月7日、FCバーリ1908に移籍した。
2018年7月27日、SSラツィオに移籍した。8月17日にはセリエBのUSサレルニターナ1919に期限付き移籍した。
2022年9月1日、オックスフォード・ユナイテッドFCに移籍した。